# Diphascon tenue
Diphascon tenue är en djurart som tillhör fylumet trögkrypare, och som beskrevs av Thulin 1928. Diphascon tenue ingår i släktet Diphascon och familjen Hypsibiidae. Arten är reproducerande i Sverige. Inga underarter finns listade i Catalogue of Life.